# Uniwersytet Palackiego
Uniwersytet Palackiego (cz. Univerzita Palackého) – uniwersytet w Ołomuńcu, najstarszy uniwersytet na Morawach i drugi pod względem starszeństwa w całych Czechach (po Uniwersytecie Karola).

## Historia
22 grudnia 1573 powstało w Ołomuńcu kolegium jezuickie uważane za początki Uniwersytetu. W roku 1618 po wybuchu wojny domowej w Czechach działalność uczelni zawieszono do roku 1621. W roku 1778 szkołę przeniesiono do Brna, by decyzją cesarza Józefa II w roku 1782 powróciła do Ołomuńca, jednak wiązało się to z jej jednoczesną degradacją do trzyletniego liceum (według cesarskiego dekretu uniwersytety miały istnieć jedynie w Wiedniu, Pradze i we Lwowie). W roku 1827 ponownie podniesiono uczelnię do rangi uniwersytetu nadając jej nazwę Františkova univerzita (Uniwersytet Franciszka). W roku 1860 cesarz Franciszek Józef I zlikwidował uniwersytet (został tylko wydział teologiczny). Ponownie reaktywowany został 21 lutego 1946 pod nazwą Univerzita Palackého (od nazwiska Františka Palackiego).

## Wydziały
Obecnie Uniwersytet Palackiego tworzą:
- Cyrylo-Metodiański Wydział Teologiczny (1573)
- Wydział Filozoficzny (1576)
- Wydział Prawa (1679)
- Wydział Lekarski (1782)
- Wydział Pedagogiczny (1946)
- Wydział Nauk Przyrodniczych (1958)
- Wydział Kultury Fizycznej (1991)
- Wydział Nauk Zdrowotnych (2008)